# 2MASS J22362452+4751425
Désignations
2MASS J22362452+4751425 est un système de deux objets de la constellation du Lézard faisant probablement partie du groupe mouvant de AB Doradus. L'objet primaire est une étoile naine orange tardive et l'objet secondaire est un objet de masse planétaire. Le système est distant de ∼ 227 a.l. (∼ 69,6 pc) de la Terre.

## Composantes

### 2MASS J22362452+4751425 a, l'étoile
2MASS J22362452+4751425 a, l'objet primaire du système, est une étoile naine orange tardive d'environ 0,6 masse solaire.

### 2MASS J22362452+4751425 b, le compagnon
2MASS J22362452+4751425 b est l'objet compagnon. Il est extrêmement rouge et a une masse de 11-14 MJ.

## Appartenance au groupe mouvant d'AB Doradus
Selon Bowler et al. (2016), il est probable que le système au groupe mouvant de AB Doradus.